# عبد الرحيم عبد الحميد
عبد الرحيم عبد الحميد (مواليد 31 مارس 1990) لاعب تايكوندو بحريني.
في عام 2006 حقق عبد الرحيم الميدالية الفضية في بطولة العالم للشباب السادسة للتيكواندو في وزن الذبابة المقامة في فيتنام بعدما خسر في المباراة النهائية من الكوري الجنوبي هن لي بفارق نقطة واحدة فقط.
في دورة الألعاب الآسيوية 2010 كان عبد الرحيم على بعد دقيقة واحدة من ضمن الحصول على الميدالية البرونزية على أقل تقدير أثناء مباراة الدور الربع النهائي ضد الكوري الجنوبي كيم سيونغ ولكنه بدأ في الشعور بحالة ذهول وضيق في التنفس وعانى من ألم لا يطاق في بطنه. حتى أنه واجه صعوبة في الوقوف بنفسه واحتاج إلى حمله إلى خارج أرض الملعب وإلى سيارة إسعاف لنقله إلى مستشفى محلي. خضع عبد الرحيم جراحة بالمنظار ناجحة في اليوم التالي لإزالة بعض الدم الذي تجمع في بطنه مما سبب له ألما شديدا أثناء التتنافس.
في عام 2011 خسر عبد الرحيم في الدور الربع النهائي من الليبي محمد تالش بنتيجة 6 مقابل 3 ليخرج بالتالي من منافسات دورة الألعاب العربية.

## روابط خارجية
- عبد الرحيم عبد الحميد على موقع TaekwondoData.com (الإنجليزية)